# Apothecium

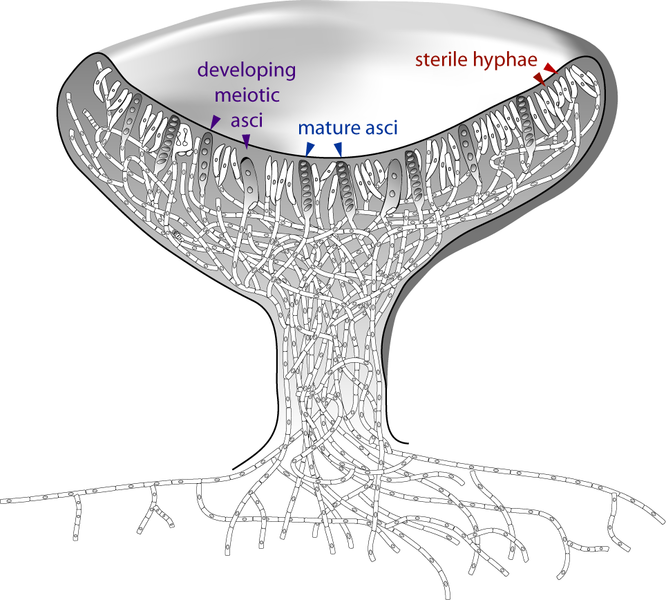
Apothecium, nákres: vyvíjející se a dospělé vřecko, sterilní hyfy

Apothecium (v plurálu apothecia) je typ plodnice (askokarpu) některých vřeckovýtrusných hub. Je otevřený nahoru (vydutý) jako hrníček. Výtrusorodá vrstva je volná, a tak mohou výtrusy unikat svévolně. 
Apothecia jsou typická např. pro podtřídu Lecanoromycetidae (lišejníky). Někdy apothecia srůstají v jeden kompaktní celek, jako např. u smržů (Morchella). 